# BMW 3-serie
BMW 3-serie, en serie bilmodeller från BMW introducerad år 1975. Den var länge märkets minsta modell, men år 2004 introducerades den mindre BMW 1-serien.
3-serien Compact är en populär prestigebil i mellanklassen och BMW:s bästsäljare, till exempel stod den år 2005 för nästan 40 procent av BMW:s totala bilförsäljning. Den finns i ett antal olika varianter och karossutföranden. Den starkaste och snabbaste varianten (och dyraste) är BMW M3.

## Modellgenerationer
- E21 (1975–1983)
- E30 (1982–1994)
- E36 (1990–2000)
- E46 (1998–2006)
- E90 (2005–2012)
- F30 (2012–2019)
- G20 (2018– )

## E21

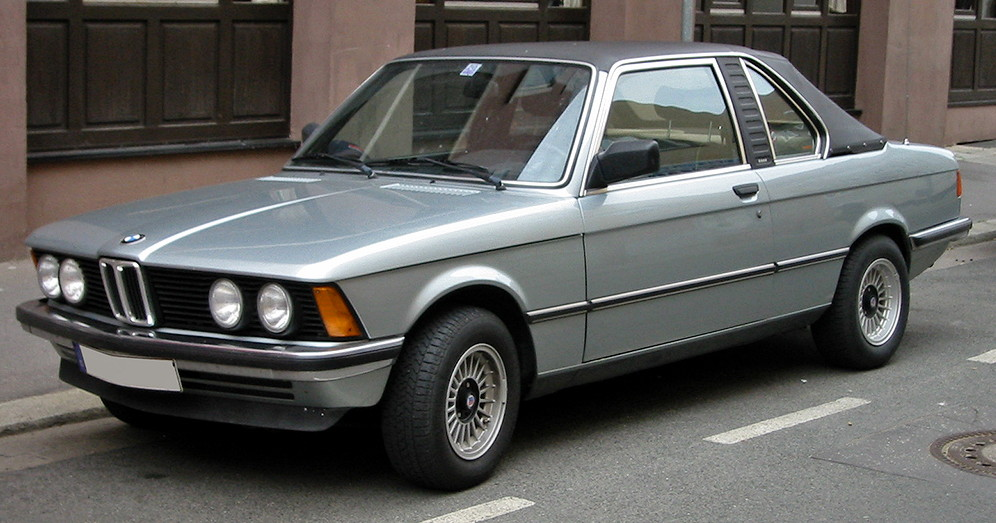
BMW E21, Baur cab.

Den första bilen ur 3-serien, ersättare till BMW 2002, fanns endast i 2-dörrarsutförande. De första motorerna till denna bil hade förgasare, när sedan motoralternativ med bränsleinsprutning dök upp fick dessa ett "i" som suffix på modellbeteckningen. Toppmodellen, som introducerades 1978, var 323i, med som namnet antyder, en 2,3-liters rak sexa och en maxeffekt på 105 kW (143 hk). Den enklaste och mest ekonomiska modellen var 316 med en rak fyra på 1,6 liter, maxeffekten låg på 55 kW (75 hk).
För att exteriört åtskilja modellerna, hade de mer påkostade och dyrare varianterna (till exempel 320i/323i) fyra strålkastare fram (se bild t.h.), medan de enklare hade två (315/316/318). E21:an tillverkades i totalt 1,36 miljoner exemplar. I Sverige såldes 318- och 320-modellerna vissa årsmodeller med samma motor på 1,8 eller 2,0 liters volym. Det berodde på att de svenska bestämmelserna för avgasrening var annorlunda än i andra länder, och att man på det sättet inte behövde certifiera två olika motorer. Det betydde också att man aldrig importerade 320 med den sexcylindriga 2-litersmotor som fanns på andra marknader. 
Med tiden erbjöds fler modeller med bränsleinsprutning. Förgasarmodellerna slutade importeras och BMW blev första bilmärke i Sverige att enbart erbjuda motorer med bränsleinsprutning.
En öppen version tillverkades 1979-82, BMW 323i Baur Cabrio. Det var en cabriolet med fasta dörramar, s.k. "cabrio coach" och saknade därför den frihetskänsla man förknippar med en cabriolet. Man kunde alltså fälla ner taket och bakrutan, men hade fortfarande de fasta sidofönstren bak och ramarna runt dörrarna sidofönster. Fördelen var en förbättrad säkerhet och att karossen inte behövde lika många förstärkningar som en vanlig cabriolet. Den blev ingen storsäljare och är mycket sällsynt.
3-serien kritiserades när den var ny en hel del i pressen för sina köregenskaper. Den delade bakaxeln gav spårviddsförändringar när bilen krängde, och i kombination med bakhjulsdrift var det lätt att få yviga sladdar med bakänden. Det var samtidigt något av det som gjorde bilen populär och körglad, men i händerna på mindre erfarna förare kunde retursladdarna vara svåra att hantera. Även tidigare 02-serien hade liknande problem. Vägegenskaperna förbättrades på kommande generationer av 3-serien.
E21 tillverkades fram till februari 1982. 
Tidslinje
- 1975 BMW börjar tillverkningen av 3-serien.
- 1977 E21:an lanseras i USA.
- 1978 Första årsmodellen för 323i med rak sexa och två avgasrör.
- 1983 BMW avslutar tillverkningen av första generationens 3-serie.

## E30

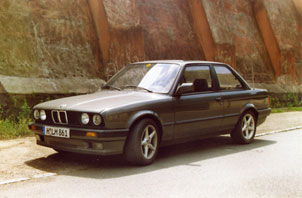
BMW E30.

E30 börjades tillverkas i mars 1982.
Den andra generationens 3-serie fanns att tillgå med flera olika karosser: 4-dörrars sedan, 2-dörrars sedan, 2-dörrars cabriolet samt 5-dörrars kombi. Motorprogrammet för E30 utgjordes av starkare motorer än hos föregångaren, och även dieselmotorer fanns att tillgå (både med och utan turboladdning). Både 320i och 323i hade nu 6-cylindriga motorer även i Sverige. De 6-cylindriga modellerna fick en "checkpanel" ovanför innerbackspegeln som förde tankarna till ett flygplan - den innehöll lampor som indikerade att bilens olika tekniska system fungerade. 1986 introducerades 325i med 170 hk. Den kunde även köpas som cabriolet eller i fyrhjulsdrivet utförande (325iX) med konstant fyrhjulsdrift och kraftfördelning 35 % fram / 65 % bak för att behålla den bakhjulsdrivna karaktären. M3 var en sportmodell som togs fram för att användas i bilsport, med lättare material i skärmarna, bredare kaross och en lätt men stark fyrcylindrig 2,3-litersmotor. E30 tillverkades i totalt 2 235 535 exemplar.
Tidslinje
- 1982 BMW börjar tillverkningen av andra generationens 3-serie.
- 1987 BMW börjar tillverkningen av andra generationens 3-serie i kombiversion (touring).
- 1986 E30-produktionen når kulmen, med 329460 tillverkade bilar under året.
- 1986 BMW lanserar sin första M3.
  - BMW lanserar fyrhjulsdrift samma år, med modellen 325iX.
- 1994 BMW avslutar tillverkningen av hela andra generationens 3-serie, 316i Touring.

## E36

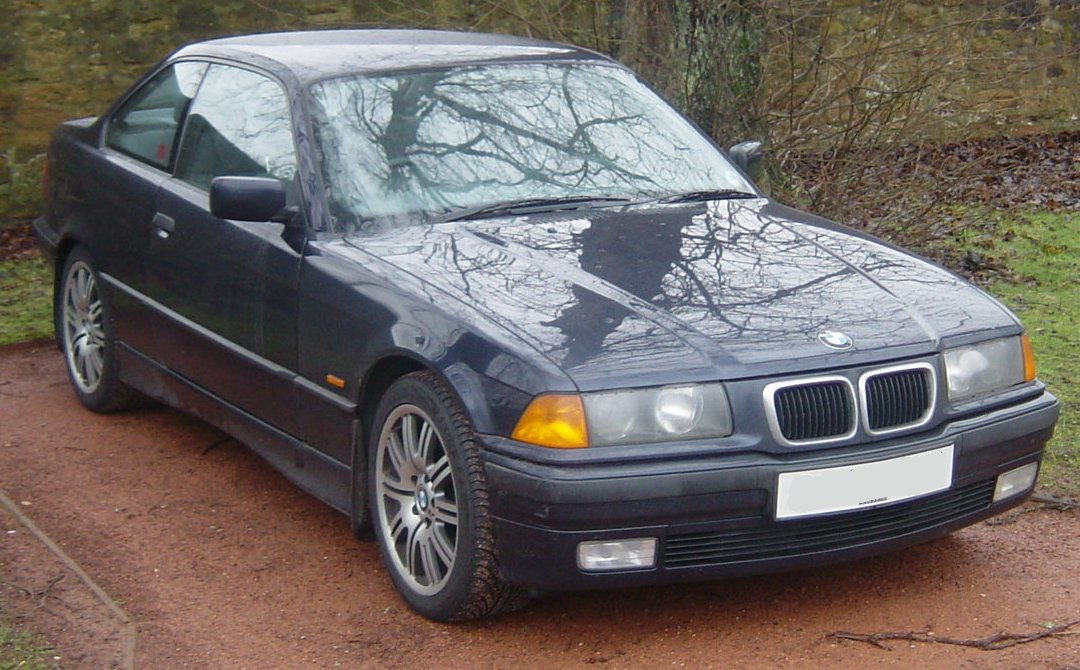
BMW E36 coupé.

E36 sedan började säljas hösten 1990. Samtliga sexcylindriga motorer hade dubbla överliggande kamaxlar, och 1993 introducerades variabel ventilstyrning (VANOS) på dessa. De fyrcylindriga varianterna hade enkel remdriven kamaxel på 316i och 318i fram till 1994 då de fick kedjedriven kamaxel, vilket den, med dubbla överliggande kamaxlar utrustade 318is, hade redan från modellseriens introduktion. Bilen hade även en ny typ av multilänkad hjulupphängning som liknande den i BMW Z1. Med E36 som grund lanserades också en helt, för 3-serien, ny karosstyp: Compact - en 3-dörrars halvkombivariant. Compact hade dock en äldre bakvagnskonstruktion som var tekniskt gemensam med föregående generations 3-serie och sedan även Z3 och dess varianter M Coupé och M Roadster.

### E36/7
E36/7 är en modifikation av E36, och utgör grunden för Z3 och dess varianter M Coupé och M Roadster.

### Tidslinje
- 1990 BMW börjar tillverkningen av tredje generationens 3-serie.
- 1991 BMW börjar tillverkningen av tredje generationens 3-serie i coupéversion.
- 1993 BMW börjar tillverkningen av tredje generationens 3-serie i cabrioletversion.
- 1994 BMW börjar tillverkningen av tredje generationens 3-serie i kompaktversion (Compact).
- 1995 BMW börjar tillverkningen av tredje generationens 3-serie i kombiversion (touring).
- 2000 BMW avslutar tillverkningen av hela tredje generationens 3-serie.

### Modeller
- 1990 316i - 1.6 L 99 hk R4 (tom 1993)
- 1990 318i - 1.8 L 113 hk R4 (tom 1993)
- 1990 320i - 2.0 L 150 hk R6 (tom 1998)
- 1990 325i - 2.5 L 192 hk R6 (tom 1995)
- 1991 325td - 2.5 L 115 hk R6 (tom 1998)
- 1992 318is - 1.8 L 140 hk R4 (tom 1995)
- 1993 316i - 1.6 L 102 hk R4 (tom 1998)
- 1993 318i - 1.8 L 115 hk R4 (tom 1998)
- 1993 325tds - 2.5 L 143 hk R6 (tom 1998)
- 1994 316iC - 1.6 L 102 hk R4 (tom 1999)
- 1994 318tiC - 1.8 L 140 hk R4 (tom 1995)
- 1994 318tds - 1.7 L 90 hk R4 (tom 1998)
- 1994 318tdsC - 1.7 L 90 hk R4 (tom 2000)
- 1995 318is - 1.9 L 140 hk R4 (tom 1998)
- 1995 318tiC - 1.9 L 140 hk R4 (tom 1999)
- 1995 318iT - 1.8 L 115 hk R4 (tom 1999)
- 1995 320iT - 2.0 L 150 hk R6 (tom 1999)
- 1995 323i - 2.5 L 170 hk R6 (tom 1998)
- 1995 323iT - 2.5 L 170 hk R6 (tom 1999)
- 1995 328i - 2.8 L 193 hk R6 (tom 1998)
- 1995 328iT - 2.8 L 193 hk R6 (tom 1999)
- 1995 318tdsT - 1.7 L 90 hk R4 (tom 1999)
- 1995 325tdsT - 2.5 L 143 hk R6 (tom 1999)
- 1997 316iT - 1.6 L 102 hk R4 (tom 1999)
- 1997 323tiC - 2.5 L 170 hk R6 (tom 2000)
- 1999 316iC - 1.9 L 105 hk R4 (tom 2000)

T = Touring C = Compact D = Diesel

## E46
Tidslinje

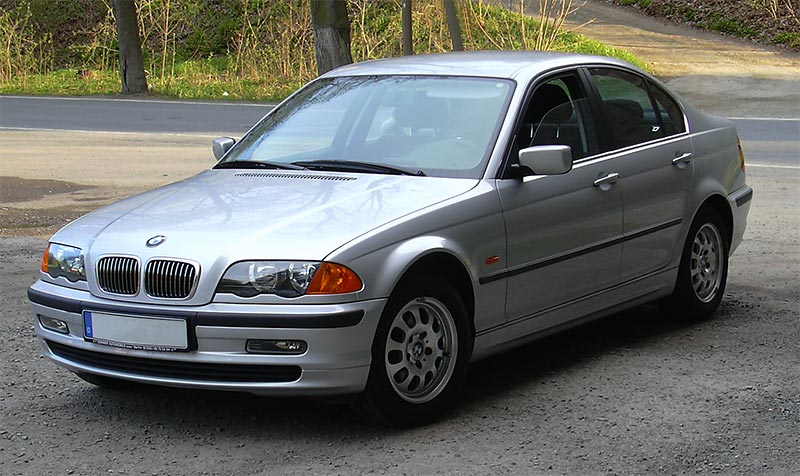
BMW 320i E46 sedan, årsmodell 2001.

- 1998 BMW börjar tillverkningen av fjärde generationens 3-serie. Först ut är modellerna 318i, 320i, 323i och 328i med 4-dörrars sedankaross.
- 1999 Modellprogrammet utökas med 316i och 320d. Coupé och Touring lanseras även detta år.
- 2000 Cabriolet lanseras. 328i ersätts av 330i.
- 2001 Compact (316ti och 325ti) och M3 lanseras. Fyrhjulsdrivna modeller tillkommer. 323i ersätts av 325i.
- 2001 (hösten) Facelift (för sedan och touring) som bland annat inkluderar nya strålkastare, ny grill, nya stötfångare, nya motorer för vissa modeller och hårdare chassisättning.
- 2002 Försäljningsrekord för E46 med 561249 sålda bilar.[2]
- 2003 Facelift.
- 2005 BMW avslutar tillverkningen av E46 sedan, compact och touring.
- 2006 BMW avslutar tillverkningen av E46 coupé.

### Modeller
- 1998 318i - 1.9 L 118 hk R4 (tom 2001)
- 1998 320i - 2.0 L 150 hk R6 (tom 2000)
- 1998 323i - 2.5 L 170 hk R6 (tom 2001)
- 1998 328i - 2.8 L 193 hk R6 (tom 2000)
- 1999 316i - 1.9 L 105 hk R4 (tom 2001)
- 1999 320d - 2.0 L 136 hk R4 (tom 2001)
- 1999 318iT - 1.9 L 118 hk R4 (tom 2001)
- 1999 320iT - 2.0 L 150 hk R6 (tom 2000)
- 1999 328iT - 2.8 L 193 hk R6 (tom 2000)
- 1999 320dT - 2.0 L 136 hk R4 (tom 2001)
- 2000 320i - 2.2 L 170 hk R6 (tom 2005)
- 2000 320iT - 2.2 L 170 hk R6 (tom 2005)
- 2000 330i - 3.0 L 231 hk R6 (tom 2005)
- 2000 330iT - 3.0 L 231 hk R6 (tom 2005)
- 2000 330d - 2.9 L 184 hk R6 (tom 2003)
- 2000 330dT - 2.9 L 184 hk R6 (tom 2003)
- 2001 325i - 2.5 L 191 hk (tom 2006)
- 2001 316i - 1.8 L 115 hk R4 (tom 2005)
- 2001 316iT - 1.8 L 115 hk R4 (tom 2005)
- 2001 318i - 2.0 L 143 hk R4 (tom 2005)
- 2001 318iT - 2.0 L 143 hk R4 (tom 2005)
- 2001 320d - 2.0 L 150 hk R4 (tom 2005)
- 2001 320dT - 2.0 L 150 hk R4 (tom 2005)
- 2002 318td - 2.0 L 115 hk R4 (tom 2005)
- 2002 318tdT - 2.0 L 115 hk R4 (tom 2005)
- 2003 330d - 3.0 L 204 hk R6 (tom 2005)
- 2003 330dT - 3.0 L 204 hk R6 (tom 2005)

## E90

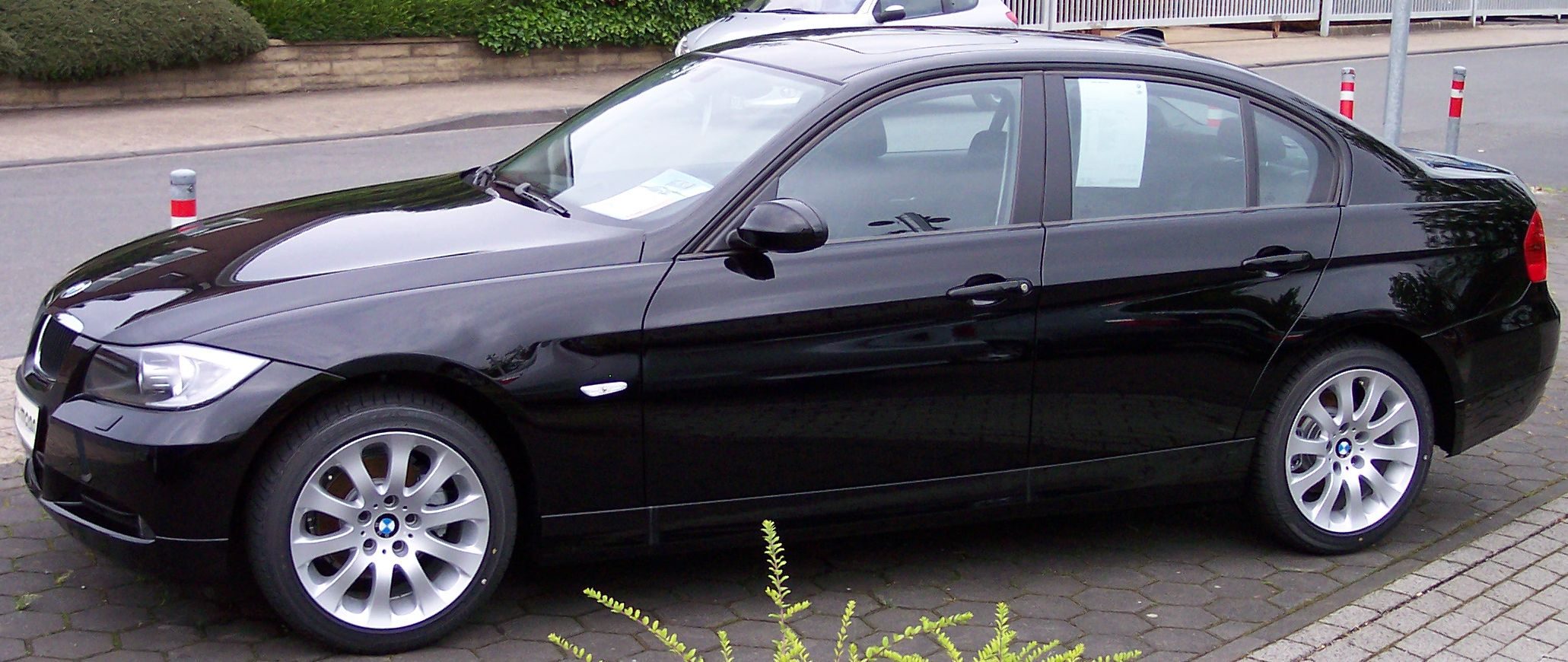
BMW 320i E90 sedan, årsmodell 2005.

Den femte generationens 3-serie lanserades i början av 2005 med först en ny sedanmodell. Trots ökade yttermått jämfört med föregångaren ökade inte vikten. Detta tack vare flitig användning av lättviktsmaterial i bl.a. framvagn och vissa motordelar. En jämförelse med E46 318i och E90 318i visar på 35 kilograms viktminskning (1470 kg resp. 1435 kg). Yttermåtten på en E90 sedan är ungefär desamma som på en BMW 5-serie från mitten av 1980-talet.
I och med E90 introducerades de omdiskuterade Run flat-däcken (RFT) till 3-serien, som standardutrustning, följaktligen är bilen ej utrustad med ett reservhjul. Bland standardutrustningen återfinns även sexväxlad manuell låda. Nytt är också att volymmodellen 320i för första gången sedan E21:an drivs av en fyrcylindring radmotor, nu på 110 kW (150 hk).
Värt att notera är att den femte generationens 3:a har olika internbeteckningar för varje karosseri, där E90 är fyra dörrars sedanen, E91 kombimodellen (Touring), E92 är coupén och E93 är cabrioleten som nu utrustats med plåtcab.

### 320si
320si är en specialversion tillverkad under 2006 i begränsad upplaga (2600 exemplar). Den är utrustad med 4-cylingriga N45B20S-motorn på 1997 cm³ vars maximala effekt är 126 kW (173 hk). Denna motor, som tillhör samma motorfamilj som den i den samtida BMW 116i, har inte valvetronic, detta för att möjliggöra ett högre varvtalsstopp (8000 rpm) jämfört med motorprogrammet i övrigt. 320si har genomgått en M-sportbehandling och är utrustad med tillbörliga attiraljer som till exempel specialfälgar, spoilerpaket, sportstolar, M-sportratt och -växelspak, och väger dessutom minst av alla E90-modeller; 1425 kg. Prissättningen på 320si låg på samma nivå som 325i.

### Tidslinje
- 2005 BMW börjar tillverkningen av femte generationens 3-serie. I mars lanseras sedanmodellen och i september touringmodellen. Motorprogrammet det första året är generöst och består av: 318i och 320i (N46B20, 4-cyl bensin); 318d och 320d (M47TU2D20, 4-cyl diesel); 325i och 330i (N52B25/30, 6-cyl bensin) samt 330d (M57TU2D30, 6-cyl diesel).
- 2006 I september lanseras coupémodellen (E92), med en turbomatad, rak, 6-cylindrig bensinmotor på 225 kW (306 hk) som toppalternativ. Modellen heter 335i och motorn N54B30.